# Стевенс, Жозеф

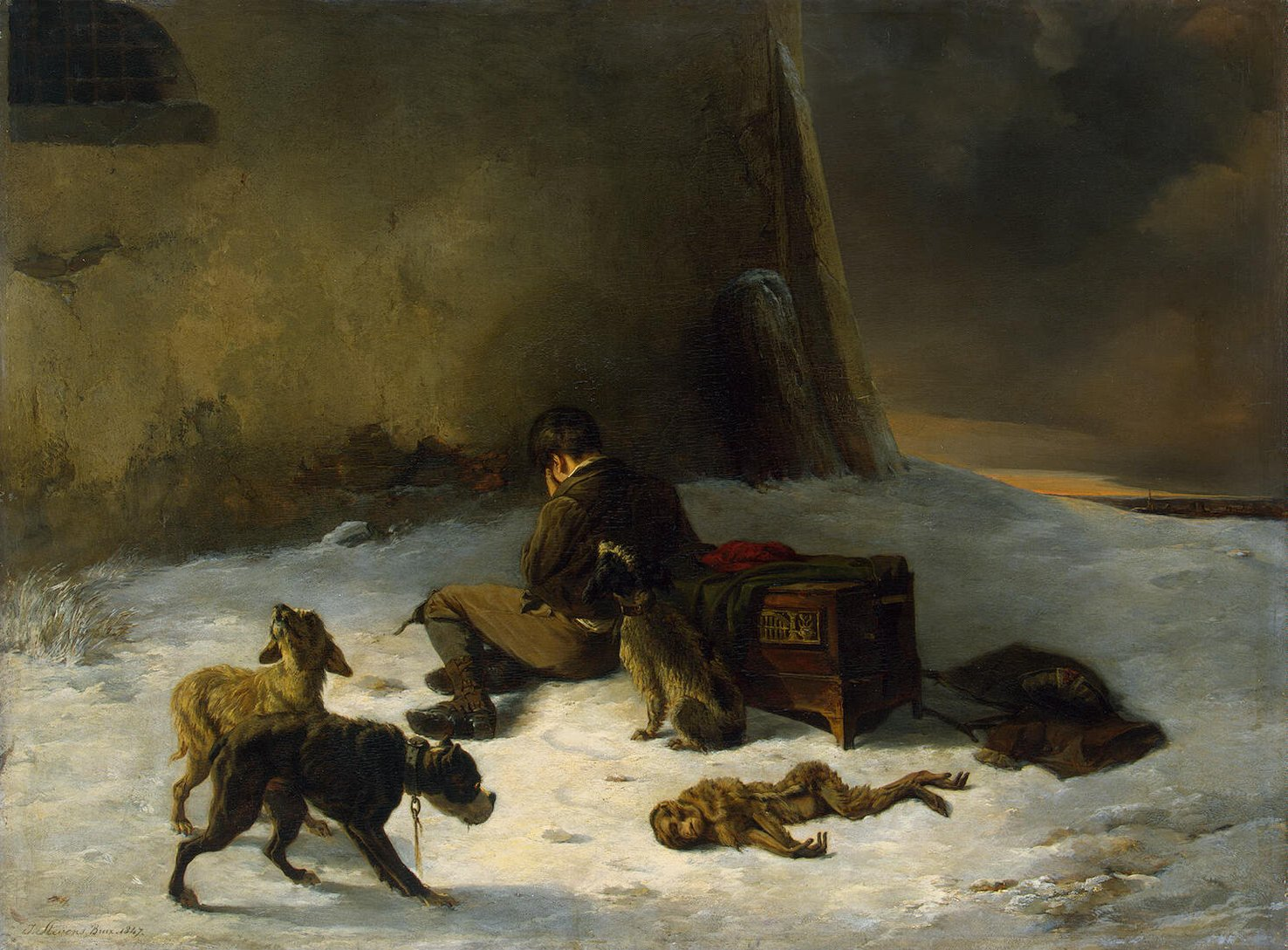
Горе странствующего шарманщика, 1847, ГЭ

Жозеф Стевенс (фр., нид. Joseph Stevens, род. 20 ноября 1819 Брюссель, Бельгия — ум. 2 августа 1892  Брюссель) — бельгийский художник-анималист.

## Биография
Ж. Стевенс был сыном Жана Франсуа Леопольда Стевенса (1791—1837), торговца произведениями искусства и коллекционера, а также старшим братом художника Альфреда Стевенса и искусствоведа Артура Стевенса (1825—1890). Изучал живопись в брюссельской Академии искусств в 1833—1835 годах, где посещал курсы Луи Робба и Эжена Вербекховена. Затем уезжает со своим братом Альфредом в Париж, где продолжает учёбу у французского художника А.-Г.Декана. Здесь Ж. Стевенс знакомится с барбизонской школой художников, с такими мастерами, как Теодор Руссо, Тома Кутюр и др.
Впервые Ж. Стевенс выставляется на брюссельском Салоне 1842 года, затем участвует в Салонах 1844, 1846, в выставках в Амстердаме (1846), в Гааге (1847, 1849), в Дижоне (1858) и прочих. В 1852 году художник совершает поездку в Париж, чтобы посетить своих младших братьев — Альфреда (художника) и Артура (торговавшего произведениями искусства), где он жил в течение нескольких лет. Он познакомился с Шарлем Бодлером, с которым он снова встретился в Брюсселе в 1864 году.
В 1869 году Ж. Стевенс окончательно поселяется в Брюсселе. Основной темой его творчества была тема животных, их жизнь, сходство повадок животных с человеческими привычками. В заключительный период мастер стал писать и социально-критические полотна.
В 1863 году Ж. Стевенс был награждён бельгийским орденом Леопольда I. В 1866 году становится кавалером французского Ордена Почётного легиона.

## Избранные полотна
- Собака и зеркало (1861)
- Танталовы муки
- Брюссель утром (1848)
- Собака заключённого (1850)
- Собачий рынок в Париже
- Лакомящаяся обезьяна
- Компания в гаврском ресторане
- Собака и муха (1856)